# Закавказский горный баран
Закавказский (горный) баран  (лат. Ovis orientalis gmelinii) — парнокопытное млекопитающее семейства полорогих, обитающее в горных районах Армянского нагорья и до гор Загрос на территории Турции, Азербайджана, Ирана, Армении и Ирака. На территориях Армении, Нахичеванской Автономной Республики и Северо-Западного Ирана встречается подвид армянский муфлон. Вид  находится на грани исчезновения, включен в Красную книгу МСОП.

## Описание
Баран средних размеров. Высота в холке обычно не превышает 70 см, но у взрослых самцов может доходить до 88— 94 см. Внешне похож на алтайского барана. Самки существенно меньше самцов. Грациозные бараны с относительно длинными, узкими ногами. 
Рога у самцов относительно небольшие. По изгибу их длина обычно не превышает 70 см. У основания они тонкие и отходят от черепа в стороны и вверх и на концах загнуты назад и внутрь, а на самом конце немного вверх (отрицательный изгиб — гетеронимные рога). Лобная поверхность рога скошена кнаружи. Наружное ребро обычно выражено слабо. У самок обычно есть маленькие рога, но иногда они комолые.
Основной тон окраски тела в зимнее время — рыжевато-желтый, рыжевато-бурый и каштаново-рыжий. Общая окраска красновато-охристая, с узкими, серовато-белыми седловидными пятнами. Нижняя часть тела, нижние части ног и морда белые. Грудь темно-коричневая. Имеются узкие коричневые боковые полосы и коричневая раскраска на фронтальной части передних ног. Зимой внизу шеи и на груди отрастает короткий чёрный подвес. «Манишки» белого цвета нет.

## Распространение
Обитает на юге Армении, Нахичеванской АР Азербайджана, востоке Турции, и северо-восточном Ираке; встречается также  на северо-западе Ирана: на восток от Тебриза и к югу от центральной части гор Загрос. В СССР был расположен небольшой северный участок ареала.
Вне Азии закавказский горный баран интродуцирован в охотничьих хозяйствах США. Ещё в конце пятидесятых годов бараны заселяли все подходящие стации в южных районах Армении, где встречались стада до 200 голов[источник?]. 
Численность в 1970 году в Армянской ССР оценивалась в 400 особей, Нахичеванской АССР —1000—1200.
По данным 1974 года на территории Армянской ССР численность баранов в период летних миграций не превышала сотни голов, зимой же остается лишь несколько десятков оседлых баранов. Наиболее многочисленное стадо состояло из 9 животных.
Некоторые авторы отмечают, что с конца XIX века муфлон, возможно, исчез из Ирака и большей части Турции, где сохранилась одна популяция на небольшом огражденном массиве (Конья-Боздаг) в Центральной Анатолии (около 2000 особей) и 3000 животных между оз. Ван и границей Ираном. Также авторы отмечают, что более поздние обследования показали, что эта оценка слишком оптимистична и речь может идти в лучшем случае о сотнях животных.
В пределах Азербайджана закавказский муфлон в данное время встречается исключительно в пределах Нахичеванской АР. Летом муфлоны встречаются на летних пастбищах на границе с Арменией, где спокойно обитают в полосе отчуждения, а зимой концентрируются в межгорных долинах и низменных участках. По результатам полевых исследований 2011-2012 года численность вида в Азербайджане составляла 750–800 особей, по результатам другой экспедиции в Нахичеванской АР было зарегистрировано 1239 муфлонов. В  красную книгу Азербайджана муфлон включен как редкий и находящийся под угрозой исчезновения вид. 
Несмотря на то что муфлон населяет весь восточный Иран, оценки его общей численности в этой стране нет. Известно лишь, что на острове Кабудан  (озер  Урмия)  обитает  2000-2500  муфлонов,  завезенных  туда  около  100  лет  назад, и в настоящий момент эта популяция считается крупнейшей в Иране.

## Охранный статус
В списке Международного союза охраны природы рассматривается как подвид уязвимого вида Ovis orientalis. Также внесён в Красную книгу Армении и Красную книгу Азербайджана.
Закавказский горный баран охраняются в Хосровском заповеднике и Ордубадском национальном парке Азербайджана. В Армении создан питомник для разведения закавказского барана.

## Tаксономия
Включает разновидности armeniana (Восточная Турция) и urmiana (остров Кабудан, или Гойон Дагх на озере Урмия, или Резайе на северо-востоке Ирана).

## Армянский муфлон на монетах и почтовых марках

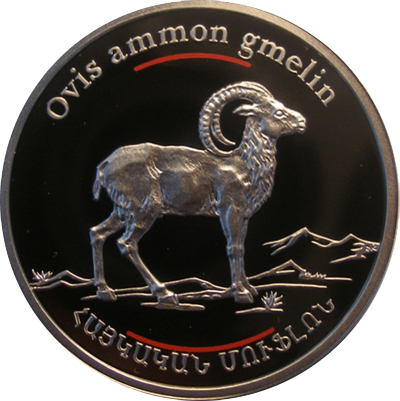
Монета Армении 2008 года
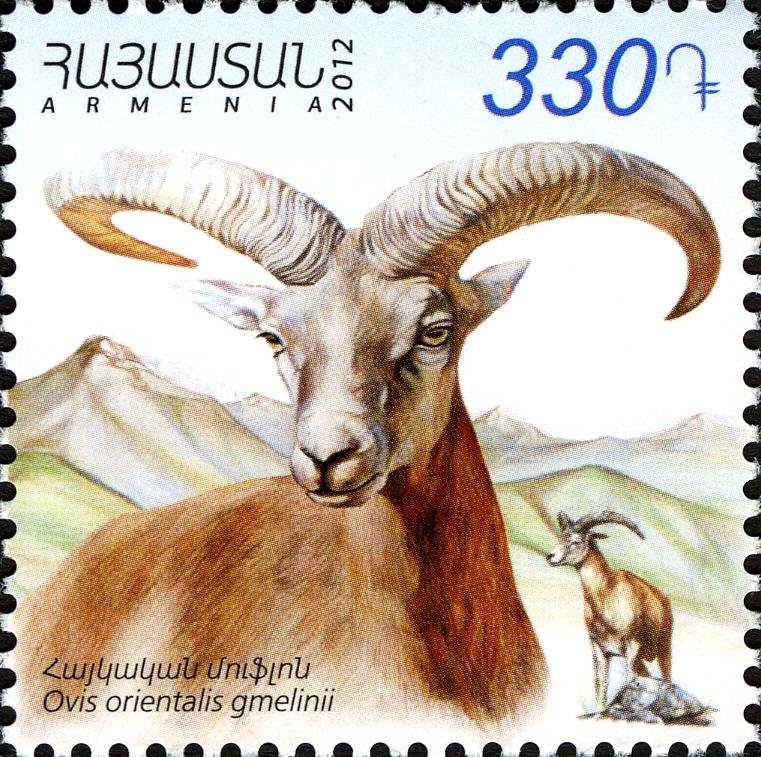
Марка Армении 2012 года